# Samuel Pyttner
Samuel Pyttner, född i Klockrike församling, död 22 juli 1711, var en svensk borgmästare.

## Biografi
Samuel Pyttner föddes i Klockrike församling och var son till kamrer Johan Pyttner och Christina Schening i Stockholm. Han blev 1670 student vid Uppsala universitet och 1671 student vid Lunds universitet. Pyttner var Östgöta nations kurator 1674–1675. Han blev sedan rådman i Linköping och 1698 borgmästare i staden. Pyttner avled 1711 i pesten.

### Familj
Pyttner gifte sig första gången 1691 med Margaretha Petré (1662–1699). Hon hade tidigare varit gift med bokhållaren Jonas Sperring. Pyttner gifte sig andra gången 1701 med Catharina Röding (död 1711).